# Nowa Dęba
Nowa Dęba (pronunciación polaca: [ˈnɔva ˈdɛmba]; hasta 1961: Dęba) es una ciudad polaca, capital del municipio homónimo en el distrito de Tarnobrzeg del voivodato de Subcarpacia. En 2006 tenía una población de 11 390 habitantes.
Históricamente el área ha sido un importante campo de maniobras del Ejército de Polonia en el entorno del bosque de Sandomierz. Durante la Segunda República Polaca, se fundó en 1938 la localidad como un asentamiento industrial para una fábrica de munición, que durante el periodo de la República Popular de Polonia se fue convirtiendo en una fábrica de planchas. Adquirió estatus urbano en 1961.
Se ubica unos 15 km al sur de la capital distrital Tarnobrzeg, sobre la carretera 9 que lleva a Rzeszów.